# Maszewo Lęborskie (stacja kolejowa)
Maszewo Lęborskie – bocznica szlakowa w Maszewie Lęborskim, w województwie pomorskim, w Polsce.